# Weißzahnspitzmäuse
Die Gattung der Weißzahn- oder Wimperspitzmäuse (Crocidura) ist eine Säugetiergattung aus der Familie der Spitzmäuse (Soricidae). In einem weiteren Sinn wird diese Bezeichnung auf die Unterfamilie der Crocidurinae angewandt. Mit fast 220 Arten ist sie die artenreichste Säugetiergattung überhaupt, drei Arten (die Feldspitzmaus, die Hausspitzmaus und die Gartenspitzmaus) leben auch in Mitteleuropa.

## Merkmale
Das Fell dieser Spitzmäuse ist dicht und seidig, es ist an der Oberseite braun, grau oder schwarz gefärbt, die Unterseite ist heller. Der Schwanz ist lang und wie der hintere Teil des Körpers mit Wimpern versehen. Die Krallen sind im Vergleich zu anderen Spitzmausarten kurz, die 28 Zähne sind weiß gefärbt. Diese Spitzmäuse erreichen Kopfrumpflängen von 4 bis 18 Zentimetern wozu noch 4 bis 11 Zentimeter Schwanz kommen. Das Gewicht variiert je nach Art von 3 bis 65 Gramm.

## Verbreitung und Lebensraum
Weißzahnspitzmäuse sind auf die Alte Welt beschränkt, sie kommen in Eurasien und Afrika vor, die größte Artenvielfalt herrscht im zentralen Afrika. Sie bewohnen eine Vielzahl von Lebensräumen, beispielsweise Wälder und Grasländer, aber auch Felder und dringen manchmal in Gebäude ein.

## Lebensweise
Wie alle Spitzmäuse ernähren sie sich vorwiegend von Wirbellosen (beispielsweise Insekten und Regenwürmern) und sind durch eine hohe Stoffwechselrate gekennzeichnet. So verzehren sie täglich nahezu ihr eigenes Körpergewicht an Nahrung. Sie sind sehr fruchtbar, einmal oder mehrmals pro Jahr kommen nach rund drei- bis vierwöchiger Tragzeit zwei bis zehn Jungtiere zur Welt.

## Bedrohung
Vor allem einige Arten mit kleinem Verbreitungsgebiet sind bedroht. Unmittelbar vom Aussterben bedroht (critically endangered) sind laut IUCN C. dhofarensis, C. harenna, C. negrina, C. thomensis und C. wimmeri, hinzu kommt noch die auf der Weihnachtsinsel endemische Art C. trichura, die möglicherweise bereits ausgestorben ist. 15 Arten gelten als stark gefährdet (endangered) und 20 als gefährdet (vulnerable), für einige Arten fehlen aber genaue Daten.

## Die Arten
Insgesamt werden fast 220 Arten unterschieden. In Mitteleuropa leben drei Arten:
- die Feldspitzmaus (Crocidura leucodon),
- die Hausspitzmaus (Crocidura russula) sowie
- die Gartenspitzmaus (Crocidura suaveolens)

Vier weitere Arten, C. sicula (auf Sizilien), C. pachyura (auf Sardinien), C. canariensis (auf den Kanarischen Inseln) und C. zimmermanni (auf Kreta) sind in Südeuropa heimisch. Die meisten Arten leben in Afrika (rund hundert Arten sind auf das zentrale oder südliche Afrika beschränkt) oder in Südostasien (wo es mehrere endemische Arten auf den Philippinen, Indonesien und den Andamanen und Nikobaren gibt).  Die folgende Liste folgt Wilson & Reeder (2005) und gibt neue Entdeckungen wieder:
- Crocidura abscondita lebt im Westteil von Java.
- Crocidura afeworkbekelei wurde aus dem südöstlichen Äthiopien beschrieben.[2]
- Crocidura aleksandrisi ist nur aus Nordostlibyen bekannt.
- Crocidura allex lebt in Kenia und Nordtansania.
- Crocidura andamanensis ist auf den Andamanen endemisch.
- Crocidura anhuiensis wurde im Jahr 2019 vom Huang Shan beschrieben.[3]
- Crocidura annamitensis bewohnt das zentrale Vietnam.
- Crocidura ansellorum ist nur aus Nordsambia bekannt.
- Crocidura arabica ist im Oman und dem Jemen beheimatet.
- Crocidura arispa lebt in Anatolien (mit ihr ist wohl Crocidura armenica identisch).
- Crocidura attenuata ist in weiten Teilen Südostasiens verbreitet.
- Crocidura attila lebt in Nigeria, Kamerun und der Demokratischen Republik Kongo.
- Crocidura australis ist auf Sulawesi endemisch.[4]
- Crocidura baileyi ist im Hochland von Äthiopien endemisch.
- Crocidura balingka lebt auf Sumatra.[5]
- Crocidura baletei ist auf Sulawesi endemisch.[4]
- Crocidura baluensis lebt auf Sumatra und Borneo.
- Crocidura barapi lebt auf Sumatra.[5]
- Crocidura batakorum stammt von der philippinischen Insel Palawan.[6]
- Crocidura batesi ist in Südkamerun und Gabun beheimatet.
- Crocidura beata lebt auf den südlichen Philippinen.
- Crocidura beccarii ist auf Sumatra endemisch.
- Crocidura binco kommt in der Demokratischen Republik Kongo vor.[7]
- Crocidura bottegi ist von Guinea bis Kenia verbreitet.
- Crocidura bottegoides lebt nur im Hochland von Äthiopien.
- Crocidura brevicauda ist auf Sulawesi endemisch.[4]
- Crocidura brunnea ist auf Java endemisch.
- Crocidura buettikoferi ist von Guinea bis Nigeria verbreitet.
- Crocidura caliginea ist nur aus dem Nordosten der D. R. Kongo bekannt.
- Die Kanaren-Spitzmaus (Crocidura canariensis) lebt auf den Kanarischen Inseln.
- Crocidura caspica lebt an der Westküste des Kaspischen Meeres.
- Crocidura caudicrassa ist auf Sulawesi endemisch.[4]
- Crocidura caudipilosa kommt auf Sulawesi vor.[8]
- Crocidura cinderella ist aus Gambia und Mali bekannt.
- Crocidura congobelgica lebt nur im Nordosten der D. R. Kongo.
- Crocidura cranbrooki lebt im Norden Myanmars
- Crocidura crenata ist im südlichen Kamerun, Gabun und der D. R. Kongo verbreitet.
- Crocidura crossei lebt von Sierra Leone bis Kamerun.
- Crocidura cyanea ist im südlichen Afrika beheimatet.
- Crocidura denti lebt in Kamerun, Gabun und der D. R. Kongo.
- Crocidura desperata ist nur aus Südtansania bekannt.
- Crocidura dewi lebt auf Sumatra.[5]
- Crocidura dhofarensis aus dem Oman ist vom Aussterben bedroht.
- Crocidura dolichura ist von Nigeria bis Uganda verbreitet.
- Crocidura douceti kommt von Guinea bis Nigeria vor.
- Crocidura dracula ist in Südost- und Ostasien verbreitet.
- Crocidura dsinezumi lebt auf Japan und Jeju-do.
- Crocidura eburnea kommt in Westafrika vor.
- Crocidura eisentrauti ist nur aus Westkamerun bekannt.
- Crocidura elgonius kommt in Kenia und Tansania vor.
- Crocidura elongata ist auf Sulawesi endemisch.
- Crocidura erica lebt nur in Westangola.
- Crocidura fingui ist auf Príncipe heimisch.
- Crocidura fischeri kommt in Kenia und Tansania vor.
- Crocidura flavescens ist in Südafrika und Mosambik beheimatet.
- Crocidura floweri lebt in Ägypten.
- Crocidura foetida ist in Borneo beheimatet.
- Crocidura foxi ist nur aus Nigeria bekannt.
- Crocidura fuliginosa lebt in Südostasien.
- Crocidura fulvastra ist von Mali bis Kenia verbreitet.
- Crocidura fumosa ist nur aus Kenia bekannt.
- Crocidura fuscomurina ist von Senegal und Äthiopien bis Südafrika verbreitet.
- Crocidura gathornei ist von einigen Fundpunkten im nördlichen Indien bekannt.
- Crocidura glassi lebt nur im Hochland von Äthiopien.
- Crocidura goliath lebt in Südkamerun, Gabun und der D. R. Kongo.
- Crocidura gracilipes ist nur aus Nordtansania bekannt.
- Crocidura grandiceps ist von Guinea bis Nigeria verbreitet.
- Crocidura grandis ist im Mount Malindang National Park auf Mindanao endemisch.
- Crocidura grassei kommt in Kamerun, Zentralafrika und Gabun vor.
- Crocidura grayi lebt auf den nördlichen Philippinen.
- Crocidura greenwoodi ist nur aus Südsomalia bekannt.
- Crocidura gueldenstaedti lebt in weiten Teilen Europas.
- Crocidura guy kommt im nördlichen Vietnam vor.
- Crocidura harenna lebt nur im Bale-Gebirge in Äthiopien und ist vom Aussterben bedroht.
- Crocidura hikmiya wurde bisher nur in einem Waldgebiet im Südwesten von Sri Lanka beobachtet.[9]
- Crocidura hildegardeae ist in Afrika südlich der Sahara verbreitet.
- Crocidura hilliana lebt in Thailand.
- Crocidura hirta ist von Somalia bis Südafrika verbreitet.
- Crocidura hispida ist auf den Andamanen endemisch.
- Crocidura horsfieldii ist in Süd- und Südostasien verbreitet.
- Crocidura huangshanensis wurde im Jahr 2020 vom Huang Shan beschrieben, unterscheidet sich genetisch und morphologisch von der dort ebenfalls vorkommenden Art C. anhuiensis[10]
- Crocidura hutanis ist aus Sumatra bekannt.
- Crocidura indochinensis kommt im Vietnam vor.
- Crocidura jacksoni ist vom Osten der D. R. Kongo bis Nordtansania beheimatet.
- Crocidura jenkinsi ist auf den Andamanen endemisch.
- Crocidura jouvenetae lebt in Westafrika.
- Crocidura katinka lebt in Vorderasien.
- Crocidura kegoensis ist nur von der Typusfundstelle im zentralen Vietnam belegt.
- Crocidura kivuana ist in der D. R. Kongo und Ruanda beheimatet.
- Crocidura lamottei ist von Senegal bis Kamerun verbreitet.
- Crocidura lanosa kommt im Osten der D. R. Kongo und Ruanda vor.
- Crocidura lasiura lebt in Südostsibirien, Korea und der Mandschurei.
- Crocidura latona lebt im Nordosten der D. R. Kongo.
- Crocidura lea ist nur aus Nordost-Sulawesi bekannt.
- Crocidura lepidura kommt auf Sumatra vor.
- Die Feldspitzmaus (Crocidura leucodon) lebt in Europa und Kleinasien.
- Crocidura levicula ist auf Sulawesi endemisch.
- Crocidura littoralis lebt nur im Nordosten der D. R. Kongo.
- Crocidura longipes ist nur aus Westnigeria bekannt.
- Crocidura lucina kommt im Hochland von Äthiopien vor.
- Crocidura ludia ist im Norden der D. R. Kongo beheimatet.
- Crocidura luna ist von Kenia bis Simbabwe verbreitet.
- Crocidura lusitania lebt in der Sahelzone von Marokko bis Äthiopien.
- Crocidura lwiroensis wurde aus dem Osten der Demokratischen Republik Kongo beschrieben.
- Crocidura macarthuri ist in Kenia und Somalia beheimatet.
- Crocidura macmillani lebt nur im Hochland von Äthiopien.
- Crocidura macowi ist nur aus Nordkenia bekannt.
- Crocidura makeda stammt aus Äthiopien.[11]
- Crocidura malayana bewohnt die Malaiische Halbinsel.
- Crocidura manengubae lebt in Kamerun.
- Crocidura maquassiensis kommt in Simbabwe und Südafrika vor.
- Crocidura mariquensis ist im südlichen Afrika verbreitet.
- Crocidura maurisca lebt in Uganda und Kenia.
- Die Java-Weißzahnspitzmaus (Crocidura maxi) ist auf Java und den Kleinen Sundainseln verbreitet.
- Crocidura mdumai kommt am Ngorongoro-Krater in Tansania vor.[12]
- Crocidura mediocris ist auf Sulawesi endemisch.[4]
- Crocidura microelongata ist auf Sulawesi endemisch.[4]
- Crocidura mindorus lebt nur in Mindoro (Philippinen).
- Die Ceylon-Weißspitzmaus (Crocidura miya) ist in Sri Lanka endemisch.
- Crocidura monax lebt in Südkenia und Nordtansania.
- Crocidura monticola bewohnt die Malaiische Halbinsel, Java und Borneo.
- Crocidura montis ist in Uganda, Kenia und Nordtansania beheimatet.
- Crocidura muricauda ist von Guinea bis Ghana verbreitet.
- Crocidura musseri lebt auf Sulawesi.
- Crocidura munissi wurde im Uluguru-Gebirge in Tansania nachgewiesen.[12]
- Crocidura mutesae ist nur aus Uganda bekannt.
- Crocidura nana lebt in Äthiopien und Somalia.
- Crocidura nanilla ist von Mauretanien bis Kenia und dem Norden der D. R. Kongo verbreitet.
- Crocidura narcondamica ist auf Narcondam endemisch.[13]
- Crocidura neglecta ist auf Sumatra endemisch.
- Crocidura negligens kommt auf einzelnen Inseln vor der Malaiischen Halbinsel vor.
- Die Negros-Spitzmaus (Crocidura negrina) bewohnt die philippinische Insel Negros und ist stark gefährdet.
- Crocidura newmarki lebt am Mount Meru im Norden von Tansania.[12]
- Crocidura nicobarica ist auf den Nikobaren endemisch.
- Crocidura nigeriae lebt in Nigeria, Kamerun und auf Bioko.
- Crocidura nigricans bewohnt Angola und Sambia.
- Crocidura nigripes ist auf Sulawesi endemisch.
- Crocidura nigrofusca ist von Sudan und Äthiopien bis Sambia verbreitet.
- Crocidura nimbae kommt von Guinea bis Liberia vor.
- Crocidura nimbasilvanus lebt in Westafrika.
- Crocidura ninoyi ist auf der philippinischen Insel Sibuyan verbreitet.
- Crocidura niobe lebt im Osten der D. R. Kongo und in Uganda.
- Crocidura normalis ist auf Sulawesi endemisch.[4]
- Crocidura obscurior ist von Sierra Leone bis zur Elfenbeinküste beheimatet.
- Crocidura olivieri ist von Ägypten und Senegal bis Südafrika verbreitet.
- Crocidura ordinaria ist auf Sulawesi endemisch.[4]
- Crocidura orientalis bewohnt Java.
- Crocidura orii ist auf den Ryūkyū-Inseln endemisch.
- Die Nordafrikanische Hausspitzmaus (Crocidura pachyura) bewohnt Sardinien, Ibiza, Pantelleria, den Norden Tunesiens und den Nordosten Algeriens.
- Crocidura palawanensis ist auf Palawan endemisch.
- Crocidura pallida ist auf Sulawesi endemisch.[4]
- Crocidura panayensis kommt aus der Insel Panay auf den Philippinen vor.[6]
- Crocidura paradoxura bewohnt Sumatra.
- Crocidura parva ist auf Sulawesi endemisch.[4]
- Crocidura parvipes ist von Kamerun und Sudan bis Sambia verbreitet.
- Crocidura pasha bewohnt den Sudan und Äthiopien.
- Crocidura pergrisea lebt in den westlichen Himalaya-Regionen.
- Crocidura phaeura ist nur aus Südwest-Äthiopien bekannt.
- Crocidura phanluongi bewohnt das südliche Vietnam und östliche Kambodscha.
- Crocidura phuquocensis kommt auf der Insel Phu Quoc im Süden Vietnams vor.[14]
- Crocidura picea lebt in Westkamerun.
- Crocidura pitmani bewohnt Sambia.
- Crocidura planiceps ist von Nigeria bis Äthiopien verbreitet
- Crocidura poensis ist Guinea bis Kamerun und Angola beheimatet.
- Crocidura polia lebt im Nordosten der D. R. Kongo.
- Crocidura pseudorhoditis ist auf Sulawesi endemisch.[4]
- Crocidura pullata ist von Afghanistan bis Thailand verbreitet.
- Crocidura quasielongata ist auf Sulawesi endemisch.[4]
- Crocidura raineyi ist nur aus Mittelkenia bekannt.
- Crocidura ramona bewohnt die Negev-Wüste in Israel.
- Crocidura rapax bewohnt das südliche China.
- Crocidura religiosa lebt im ägyptischen Niltal.
- Crocidura rhoditis ist auf Sulawesi endemisch.
- Crocidura roosevelti bewohnt das zentrale Afrika.
- Die Hausspitzmaus (Crocidura russula) lebt in Europa und Nordafrika (schließt Crocidura osorio von den Kanarischen Inseln mit ein).
- Crocidura sapaensis lebt in Vietnam.
- Crocidura selina lebt in Uganda.
- Crocidura serezkyensis ist von Kleinasien bis Kasachstan verbreitet.
- Crocidura shantungensis lebt in China.
- Crocidura sibirica ist in Sibirien und der Mongolei beheimatet.
- Crocidura sicula lebt in Sizilien und Malta.
- Crocidura silacea ist im südlichen Afrika verbreitet.
- Crocidura similiturba kommt in Äthiopien vor.[11]
- Crocidura smithii ist aus Senegal, Äthiopien und Somalia bekannt.
- Crocidura sokolovi hat sein Verbreitungsgebiet im zentralen Vietnam.[15]
- Crocidura salonga lebt in der Demokratischen Republik Kongo.[7]
- Crocidura solita ist auf Sulawesi endemisch.[4]
- Crocidura somalica kommt von Mali bis Somalia vor.
- Crocidura stenocephala bewohnt den Osten der D. R. Kongo.
- Die Gartenspitzmaus (C. suaveolens) (Gartenspitzmaus) lebt in Eurasien (schließt auch Crocidura gmelini ein, deren Verbreitungsgebiet vom Iran bis nach China reichte).
- Crocidura susiana lebt nur im Südwestiran.
- Crocidura tanakae kommt auf Taiwan vor.
- Crocidura tansaniana lebt in Nordtansania.
- Crocidura tarella ist in Uganda beheimatet.
- Crocidura tarfayaensis bewohnt die Atlantikküste von Marokko bis Mauretanien.
- Crocidura telfordi ist in Tansania beheimatet.
- Crocidura tenebrosa ist auf Sulawesi endemisch.[4]
- Die Timorspitzmaus (Crocidura tenuis) ist auf Timor endemisch.
- Crocidura thalia lebt im Hochland von Äthiopien.
- Crocidura theresae ist von Guinea bis Ghana verbreitet.
- Crocidura thomensis ist auf Sao Tome endemisch und vom Aussterben bedroht.
- Crocidura trichura lebt nur auf der Weihnachtsinsel. Die Art wurde 1985 zuletzt gesehen und ist möglicherweise schon ausgestorben.
- Crocidura turba ist von Kamerun bis Sambia verbreitet.
- Crocidura ultima ist nur aus Westkenia bekannt.
- Crocidura umbra kommt an einem Fundpunkt im westlichen Java vor.[16]
- Crocidura usambarae bewohnt Nordtansania.
- Crocidura viaria ist von Marokko bis Tansania verbreitet.
- Crocidura virgata ist eine weitgehend unbekannte Art.
- Crocidura voi ist von Mali bis Kenia und Somalia beheimatet.
- Crocidura vorax lebt in China.
- Crocidura vosmaeri ist eine weitgehend unbekannte Art.
- Crocidura watasei ist auf den Ryūkyū-Inseln endemisch.
- Crocidura whitakeri bewohnt das nördliche Afrika.
- Crocidura wimmeri lebt nur in der Elfenbeinküste und ist vom Aussterben bedroht.
- Crocidura wuchihensis lebt auf Hainan.
- Crocidura xantippe lebt in Kenia und Tansania.
- Crocidura yaldeni kommt im südwestlichen Äthiopien vor.[2]
- Crocidura yankariensis ist von Nigeria bis Kenia verbreitet.
- Crocidura zaitsevi stammt aus dem zentralen Vietnam.[15]
- Crocidura zaphiri bewohnt Äthiopien und Kenia.
- Crocidura zarudnyi lebt im Iran, in Pakistan und Afghanistan.
- Crocidura zimmeri ist nur aus dem Südosten der D. R. Kongo bekannt.
- Crocidura zimmermanni ist auf Kreta endemisch.

Weitere bisher unbeschriebene Arten lassen sich genetischen Untersuchungen zufolge auf einigen Inseln Südostasiens, in Ostasien und im südlichen Afrika vermuten.